# لایکا ام‌پی

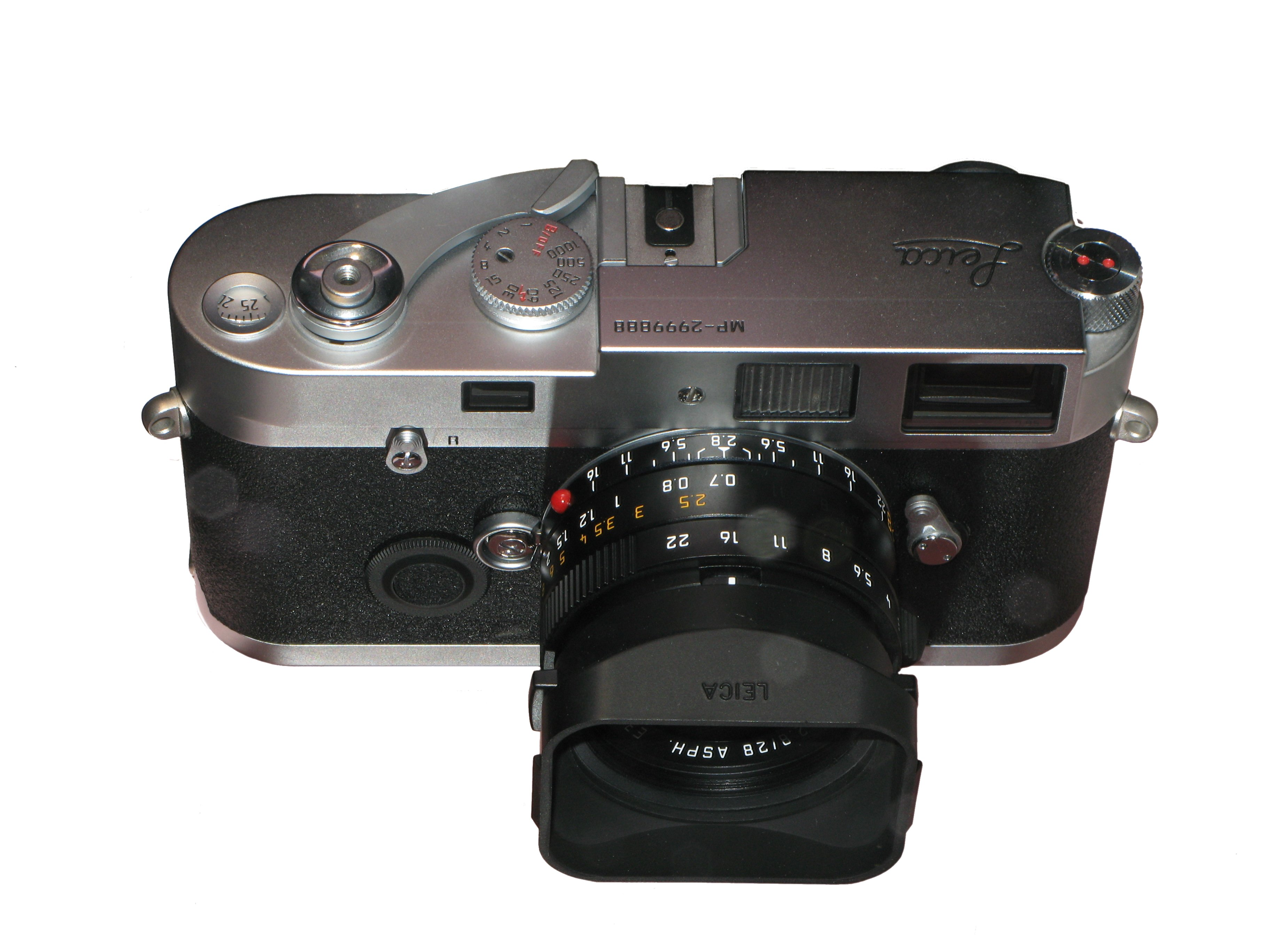
لایکا ام‌پی

لایکا ام‌پی (به انگلیسی: Leica MP) یک دوربین عکاسی ساخت شرکت لایکا است. که در سال 2003 معرفی شده است. این دوربین فوکوس تمام مکانیکی rangerfinder  استفاده می کند.

## لینک های خارجی
- Leica MP Technical Data
- Leica Camera AG website, Leica MP
- Leica M enthusiast forum